# Жан Тигана
Жан Амаду Тигана (на френски: Jean Amadou Tigana) е френски футболист от малийски произход, универсален полузащитник, европейски шампион с националния отбор и петкратен шампион на Франция. Настоящ треньор по футбол на Бордо.

## Биография
Жан Тигана е роден в бедно многодетно семейство в столицата на Мали Бамако, има още осем братя и сестри.
Когато е още на четири години, родителите му решават да се преместят във Франция в търсене на по-добър живот. Семейството се установява в едно от бедните предградия на Марсилия където Тигана по цял ден гони топката. Тежко заболяване на бащата принуждава Тигана да работи още в ранна възраст и той става куриер в пощата на Марсилия. Едновременно с куриерските услуги играе и за няколко аматьорски клуба, изкарва и проби в Кан и Ница, но нито един от двата отбора не остава очарован от ниския му ръст. Двадесетгодишен още продължава да рита на аматьорско ниво и да работи вече във фабрика за тестени изделия.

## Състезателна кариера
В професионалния футбол Жан Тигана попада по щастлива случайност. С приятели ритайки на плажа е забелязан от Ив Кудерк главен мениджър по онова време на състезаващия се в Лига 2 Тулон. Той остава впечатлен от нисичкия техничар и го кани на проби в своя клуб. Месец по-късно Тигана прави дебют за първия състав в който се представя на прилично ниво и получава четиригодишен контракт както и фланелката с номер 10. В Тулон играе като плеймейкър и се справя повече от впечатляващо, но влиза в конфликт със старши треньора Марсел Дювал и не успява да изпълни контракта си докрай. Приема офертата на Олимпик Лион и преминава в клуба където треньора Еме Жаке го преквалифицира в опорен полузащитник. През 1980 г. Жаке поема Бордо, а година по-късно привлича и Тигана. В новия си клуб Жан Тигана се сработва с колегите си в халфовата линия Ален Жирес и Бернар Лакомб и печели три шампионски титли на Франция, две национални купи, а през сезон 1984-85 играе полуфинал от турнира за КЕШ загубен с общ резултат 2:3 от Ювентус на Мишел Платини. За „жирондинците“ играе девет сезона и се превръща в легенда на клуба. В края на кариерата си осъществява детската си мечта и облича екипа на любимия Олимпик Марсилия с когото печели още две шампионски титли.

## Национален отбор
Дебютира за националния отбор на Франция на 23 май 1980 г. в контрола срещу СССР и за кратко се превръща в основна фигура от състава на „петлите“. Заедно с партньорите си в халфовата линия Мишел Платини, Луис Фернандес и Ален Жирес формира легендарния „магически квадрат“ (le Carré Magique) в средата на терена. Играе два полуфинала на световните първенства в Испания 1982 и Мексико 1986. Върхът в кариерата му е спечелената титла на Европейското първенство през 1984 г. На полуфинала срещу Португалия при резултат 2:2 Тигана отнема топката и прави впечатляващ дрибъл преминавайки през половината терен и подава за победния гол на Мишел Платини. Асистенцията му е вписана във всички учебници по футбол.

## Треньорска кариера
Треньорската му кариера започва през 1993 г. когато поема бившия си клуб Олимпик Лион. В първия сезон тима завършва на незавидното 8-о място, но в следващия сезон става вицешампион. В началото на сезон 1995-96 Жан Тигана поема тима на Монако с който печели шампионската титла на Франция през 1997 г. Именно тогава изгряват звездите на младите Тиери Анри и Давид Трезеге, а в отбора са още опитни футболисти като Фабиен Бартез, Вили Саньол, Али Бенарбия и Виктор Икпеба. На следващата година Монако играе полуфинал в Шампионската лига където с общ резултат 4:6 отпада от Ювентус. Преди това „тимът от княжеството“ отстранява на 1/4 финала Манчестър Юнайтед. След четири години начело на „червено-белите“ Тигана приема ново предизвикателство и през 2000 г. поема английския Фулъм, като за две години връща отбора във Висшата лига и печели турнира Интертото. През 2003 г. изненадващо е освободен. През 2005 французинът поема турския гранд Бешикташ и още в първия си сезон печели Купата и Суперкупата на Турция. Две години по-късно напуска отбора. От месец юли 2010 води Бордо.

## Успехи
Бордо
- Шампион на Франция (3): 1984, 1985, 1987
- Купа на Франция (2): 1986 и 1987

 Олимпик Марсилия
- Шампион на Франция (2): 1990 и 1991

 Франция
- Европейски шампион (1): Франция 1984
- Бронзов медалист – Мексико 86

Индивидуални
- Футболист №1 на Франция (3): 1984
- Златна топка на Франс Футбол
  - Първи подгласник – 1984